# LCN15
LCN15 (англ. Lipocalin 15) – білок, який кодується однойменним геном, розташованим у людей на 9-й хромосомі. Довжина поліпептидного ланцюга білка становить 184 амінокислот, а молекулярна маса — 20 454.
| 10         |  | 20         |  | 30         |  | 40         |  | 50         |
| ---------- |  | ---------- |  | ---------- |  | ---------- |  | ---------- |
| MMSFLLGAIL |  | TLLWAPTAQA |  | EVLLQPDFNA |  | EKFSGLWYVV |  | SMASDCRVFL |
| GKKDHLSMST |  | RAIRPTEEGG |  | LHVHMEFPGA |  | DGCNQVDAEY |  | LKVGSEGHFR |
| VPALGYLDVR |  | IVDTDYSSFA |  | VLYIYKELEG |  | ALSTMVQLYS |  | RTQDVSPQAL |
| KSFQDFYPTL |  | GLPKDMMVML |  | PQSDACNPES |  | KEAP       |  |            |

A: Аланін

C: Цистеїн

D: Аспарагінова кислота

E: Глутамінова кислота

F: Фенілаланін

G: Гліцин

H: Гістидин

I: Ізолейцин

K: Лізин

L: Лейцин

M: Метіонін

N: Аспарагін

P: Пролін

Q: Глутамін

R: Аргінін

S: Серин

T: Треонін

V: Валін

W: Триптофан

Секретований назовні.